# Might and Magic
Might and Magic (MM, M&M) je série počítačových her, vytvořených Jonem Van Caneghem a společností New World Computing a vydaných společností 3DO. Po krachu 3DO byla značka odkoupena společností Ubisoft. Hry se dělí na série Might and Magic, žánrově spadající do RPG, a Heroes of Might and Magic, žánrově spadající do tahové strategie s rámcovým sci-fi příběhem ve fantasy prostředí.

## Hry série Might and Magic
- Might and Magic I: The Secret of the Inner Sanctum (1987)
- Might and Magic II: Gates to Another World (1988)
- Might and Magic III: Isles of Terra (1991)
- Might and Magic IV: Clouds of Xeen (1992)
- Might and Magic V: Darkside of Xeen (1993)
- Might and Magic: World of Xeen
V sérii Xeen (Xylonite Experimental Enviromment Nacelle) byl hráč konečně poprvé konfrontován se zlým Sheltemem: Musíš ho porazit nebo zemřít.
Jak se svět Xeenu prodával, rozhodl se John Van Caneghem, otec a tvůrce celé série, vyplnit jednu z mezer na trhu s hrami. Přesněji řečeno, chtěl se vrátit ke svým láskám, tahovým strategiím. A tak se zrodila řada tahových strategií Heroes of Might and Magic.
- Heroes of Might and Magic: A Strategic Quest (1995)
- Heroes of Might and Magic II: The Succession Wars (1996)
- Might and Magic VI: The Mandate of Heaven (1998)
- Heroes of Might and Magic III: The Restoration of Erathia (1999)
- Crusaders of Might and Magic (1999)
- Might and Magic VII: For Blood and Honor (1999)
- Might and Magic VIII: Day of the Destroyer (2000)
- Warriors of Might and Magic (2001)
- Heroes of Might and Magic IV (2002)
- Might and Magic IX: Writ of Fate (2002)
- Heroes of Might and Magic V (2006)
- Dark Messiah of Might and Magic (2006)
- Might & Magic Heroes VI (2011)
- Might and Magic X: Legacy (2014)
- Might & Magic Heroes VII (2017)

## Herní svět
I když se většina děje těchto her odehrává ve fantasy prostředí, rámcový příběh, který spojuje skoro všechny výše zmíněné hry je z kategorie sci-fi. Prvky science-fiction byly plně odstraněny až s devátým dílem herní ságy, jehož příběh se již ubírá novým směrem. 